# Octave de Bauvan
Octave de Bauvan, nascido em 1787 ou 1791, é um personagem da Comédia Humana, criada por Honoré de Balzac.
Magistrado íntegro, ele ocupa em 1824 uma das mais altas funções da magistratura. Ele também é ministro de Estado e tem a confiança da Delfina.
Com vinte e seis anos, se casa com Honorine de Bauvan, que fugiu do domicilio conjugal. Esta rica e bela jovem foi criada pelos pais de Octave, de quem é a pupila. Octave será, então, obcecado com a ideia de reconquistar sua esposa. Ele a traz de volta para a casa, na luxuosa residência particular no Faubourg-Saint-Honoré. Octave possuía também outra residência particular da família Bauva na rua Payenne. Mas Honorina fica desesperada desde seu retorno e morre, deixando-lhe um filho.
Em Splendeurs et misères des courtisanes, junto com Monsieur de Granville e de Serizy, tenta salvar Lucien de Rubempré de um julgamento, mas seus esforços são frustrados pelo suicídio do jovem.